# Амброзиус, Штефан
Ште́фан Амбро́зиус (нем. Stefan Ambrosius; род. 1976, Трир) ― немецкий тубист и музыкальный педагог, солист оркестра Баварской государственной оперы, участник ансамбля «German Brass», преподаватель Штутгартской высшей школы музыки и театра.

## Биография
В возрасте 12 лет он получил свои первые уроки игры на  тенор-роге от своего отца, в возрасте 16 лет перешел на тубу . Он изучал музыку с Леннартом Нордом в Саарбрюккене в 1999 году, а затем учился у Стефана Хеймана в Штутгарте , где он окончил обучение, получив диплом в 2005 году .